# Yên Sơn, Ninh Bình
Yên Sơn là một phường thuộc tỉnh Ninh Bình, Việt Nam.

## Địa lý
Yên Sơn nằm cách phường Hoa Lư - trung tâm tỉnh lỵ Ninh Bình 15 km về phía Tây Nam, có vị trí địa lý:
- Phía tây giáp xã Phú Long.
- Phía đông giáp phường Yên Thắng.
- Phía nam giáp phường Tam Điệp và phường Trung Sơn.
- Phía bắc giáp phường Tây Hoa Lư, phường Nam Hoa Lư và xã Quỳnh Lưu.

Phường Yên Sơn	có diện tích:	35,86	km², 	dân số:	21.196	người, mật độ dân số: 	591	người/km². 	Đây là đơn vị có diện tích xếp thứ:	21	, số dân xếp thứ: 	116	và mật độ dân số xếp thứ: 	119	trong số 129 xã, phường ở Ninh Bình.
Phường này nằm trên Quốc lộ 1, Quốc lộ 12B, Đường cao tốc Bắc – Nam.
Xã Yên Sơn cũ có diện tích là 13,52 km², dân số năm 2019 là 5.806 người, mật độ dân số đạt 429 người/km².
Xã này nằm trên Quốc lộ 12B nối phường Tam Điệp với xã Nho Quan đi các tỉnh Hòa Bình, Sơn La. Quần thể danh thắng Tràng An có một phần diện tích nằm trên xã này. 

## Lịch sử
Ngày 17 tháng 12 năm 1982, Hội đồng Bộ trưởng ban hành Quyết định số 200-HĐBT về việc:
- Chuyển xã Yên Sơn thuộc huyện Tam Điệp về thị xã Tam Điệp mới thành lập quản lý
- Điều chỉnh một phần diện tích và nhân khẩu của xã Yên Sơn thành lập các phường Bắc Sơn, Nam Sơn, Trung Sơn và xã Đông Sơn, Quang Sơn.

Ngày 26 tháng 12 năm 1991, Quốc hội ban hành Nghị quyết về việc tái lập tỉnh Ninh Bình từ tỉnh Hà Nam Ninh cũ và xã Yên Sơn thuộc thị xã Tam Điệp, tỉnh Ninh Bình.
Ngày 10 tháng 4 năm 2015, Ủy ban Thường vụ Quốc hội ban hành Nghị quyết số 904/NQ-UBTVQH13 về việc thành lập thành phố Tam Điệp thuộc tỉnh Ninh Bình và xã Yên Sơn trực thuộc thành phố Tam Điệp.
Theo Nghị quyết số 1674/NQ-UBTVQH15 ngày 16/6/2025 về sắp xếp các đơn vị hành chính cấp xã của tỉnh Ninh Bình năm 2025, Sắp xếp toàn bộ diện tích tự nhiên, quy mô dân số của phường Tân Bình, xã Quảng Lạc và xã Yên Sơn thành phường mới có tên gọi là phường Yên Sơn.

## Danh thắng Tràng An
Nhóm di tích phía Tây Nam của Quần thể danh thắng Tràng An trên địa bàn Tam Điệp có các di tích; Núi ốc; Núi ốp; Đồi Ông Cẩm (xã Yên Sơn) thuộc giai đoạn Văn hóa Đông Sơn cách ngày nay khoảng 2.000 năm xa hơn nữa về phía Tây Nam có di tích Núi Một; di tích Núi Hai (phường Bắc Sơn, thành phố Tam Điệp), thuộc giai đoạn trước Văn hóa Đông Sơn có niên đại cách ngày nay khoảng 3.000 năm cho thấy nhóm cư dân cổ ở Tràng An có quan hệ qua lại với nhóm cư dân ở khu vực đồi núi đá vôi Tam Điệp.